# Chã
Chã is een plaats (freguesia) in de Portugese gemeente Montalegre en telt 928 inwoners (2001).